# 이승열
이승열(李承烈, 1970년 2월 15일 ~ )은 대한민국의 싱어송라이터 겸 록 음악가이다.

## 내력
미국 이민 생활 도중 동료 해외 유학생이었던 방준석과 함께 대한민국에 들어와 밴드 유앤미 블루를 결성해 1994년 데뷔 앨범 《Nothing`s Good Enough》와 1996년 2집 《Cry…Our Wanna Be Nation!》을 발표했다. 하지만 전혀 반향을 일으키지 못하여 1997년 밴드 활동이 중지됐다. 나중에야 ‘한국 최초의 모던 록 앨범’, ‘저주받은 걸작’ 등 뒤늦은 호평을 받았다.
2003년에 솔로 앨범 《이날, 이때, 이즈음에…》를 내면서 음악계에 다시 나왔다. 록 밴드 U2의 보컬 보노와 곧잘 비교될 정도로 묵직하고 힘이 넘치는 저음과 깨끗하게 뻗어나가는 고음이 특색 있다.
과거에 EBS English Book Cafe DJ로 활동한 경력이 있으며, 현재는 EBS 세계음악기행 진행자다. 또한 '한국 모던록의 대부' '한국의 보노'라는 별칭으로 불린다.

### 학력
- 미국 뉴욕 주립 대학교 빙엄턴 예술사학과 중퇴(1992년)

## 음반

### 정규 음반
유앤미 블루
1. 《Nothing`s Good Enough》 (1994년)
2. 《Cry…Our Wanna Be Nation!》 (1996년)
3. 《U & Me Blue Live 95-97》

이승열
1. 정규 1집《이날, 이때, 이즈음에》 (2004년 12월 10일)
2. 정규 2집《In Exchange》 (2008년 5월 7일)
3. 정규 3집《Why We Fail》 (2012년 8월 23일)
4. 정규 4집《V》 (2014년 5월 20일)
5. 정규 5집《SYX》 (2016년 7월 14잏)
6. 정규 6집《요새드림요새》 (2018년 7월 3일)

### OST·참여 음반
- 영화 《해안선 OST》
- 영화 《아이엔지(...ing) OST》
- 영화 《국가대표 OST》
- 애니메이션 《원더풀 데이즈 OST》
- 영화 《얼굴 없는 미녀 OST》
- 영화 《형사 OST》
- MBC 드라마 《케세라세라 OST》
- 음악여행 라라라 (Live) (2009년 4월 17일)

1. 〈Nobody〉 원곡: 원더걸스
- MBC 시트콤 《크크섬의 비밀 OST》
- 서울전자음악단 <Life Is Strange> 종소리 (Alternative ver.) (Vocal. 이승열)
- 서울전자음악단 <Life Is Strange> 고양이의 고향소리 (Alternative ver.) (Vocal. 이승열)
- Kayip (이우준) - 『Theory of Everything』- 1번 트랙 - Across 3번 트랙 - In the End
- 클래지(Clazzi)- 1집 INFANT (타이틀곡 - Love&Hate (With 이승열 / Rap MYK))
- 애니메이션 <나루토 질풍전> 오프닝 (풍운)
- tvN 드라마 《미생 OST》
- tvN 드라마 《시그널 OST》

### 제작에 도움을 준 노래
- MBC 드라마 《내 이름은 김삼순 OST》 - 〈Be My Love (With 알렉스)〉

## 수상
| 연도 | 시상식         | 부문                                        | 후보작                  | 결과 |
| ---- | -------------- | ------------------------------------------- | ----------------------- | ---- |
| 2004 | 한국대중음악상 | 올해의 음반                                 | 이날, 이때, 이즈음에... | 후보 |
| 2004 | 한국대중음악상 | 올해의 음악인 (남자)                        |                         | 후보 |
| 2008 | 한국대중음악상 | 올해의 음반                                 | In Exchange             | 후보 |
| 2008 | 한국대중음악상 | 올해의 음악인                               |                         | 수상 |
| 2008 | 한국대중음악상 | 최우수 모던 록 (음반)                       | In Exchange             | 후보 |
| 2008 | 한국대중음악상 | 최우수 모던 록 (노래)                       | 아도나이                | 수상 |
| 2008 | 한국대중음악상 | 네티즌이 뽑은 올해의 음악인 (모던 록)       |                         | 후보 |
| 2012 | 한국대중음악상 | 올해의 음반                                 | Why We Fail             | 후보 |
| 2012 | 한국대중음악상 | 올해의 노래                                 | 돌아오지 않아           | 후보 |
| 2012 | 한국대중음악상 | 올해의 음악인                               |                         | 후보 |
| 2012 | 한국대중음악상 | 최우수 모던 록 (음반)                       | Why We Fail             | 수상 |
| 2012 | 한국대중음악상 | 최우수 모던 록 (노래)                       | 돌아오지 않아           | 수상 |
| 2012 | 한국대중음악상 | 네티즌이 뽑은 올해의 음악인 (남자 아티스트) |                         | 후보 |

## 같이 보기
- 방준석
- 전기현
- 송기철
- 이승해
- 이한철
- 이상미
- 이무영